# Ulica Plebiscytowa w Katowicach

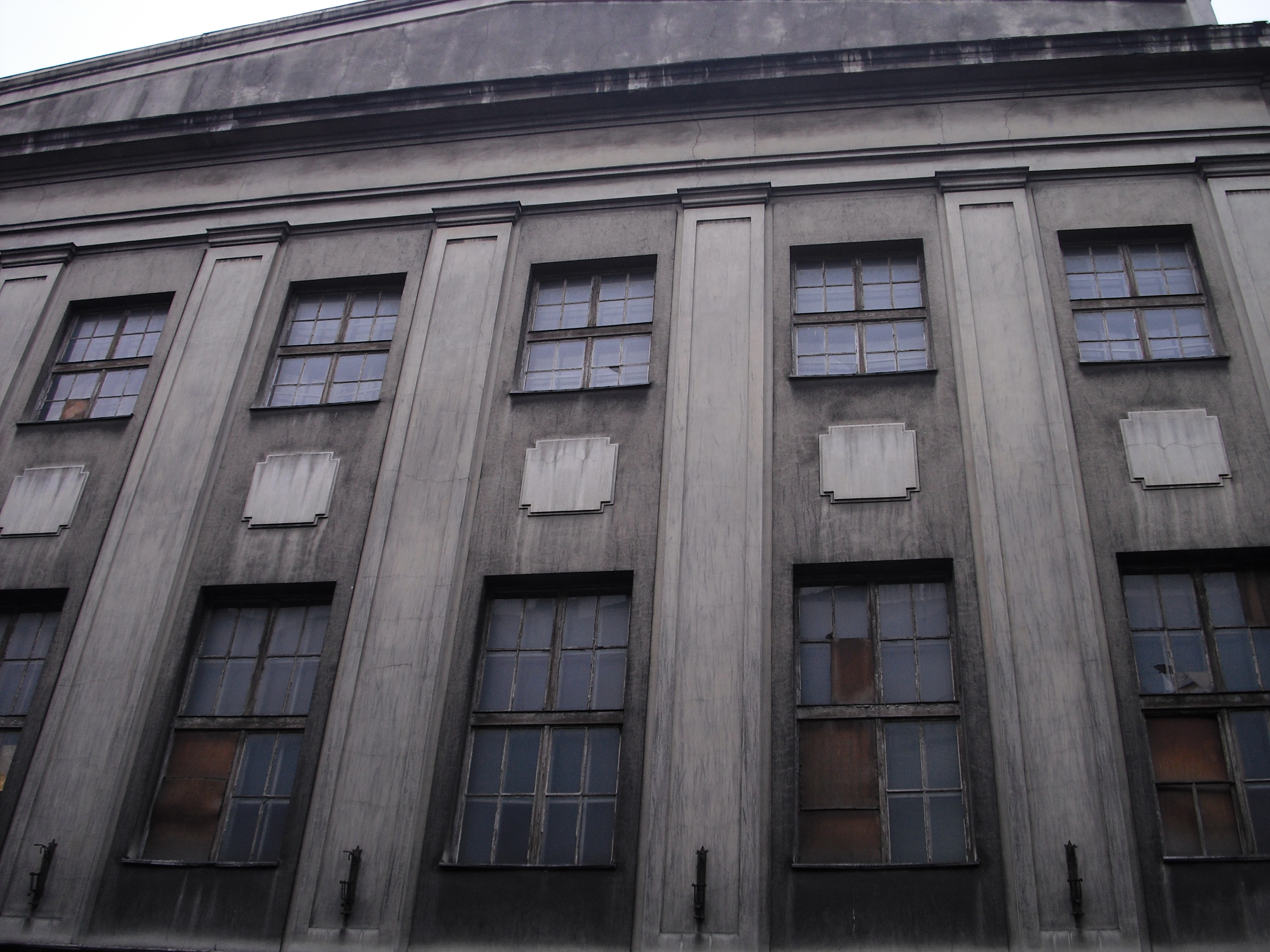
Budynek dawnego kina „Capitol” (ul. Plebiscytowa 3)

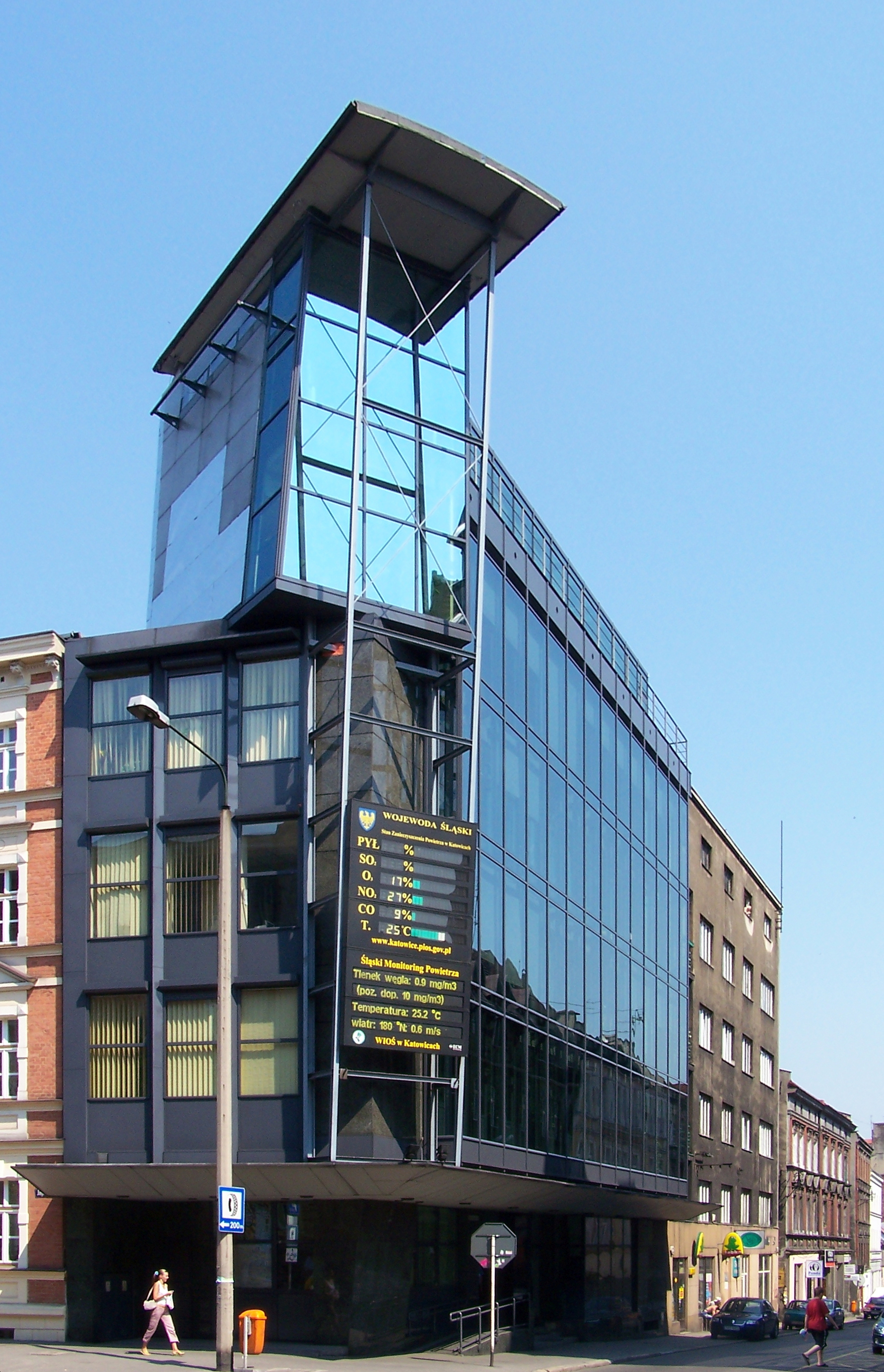
Wojewódzki Fundusz Ochrony Środowiska i Gopodarki Wodnej na rogu ul. Jagiellońskiej i ul. Plebiscytowej

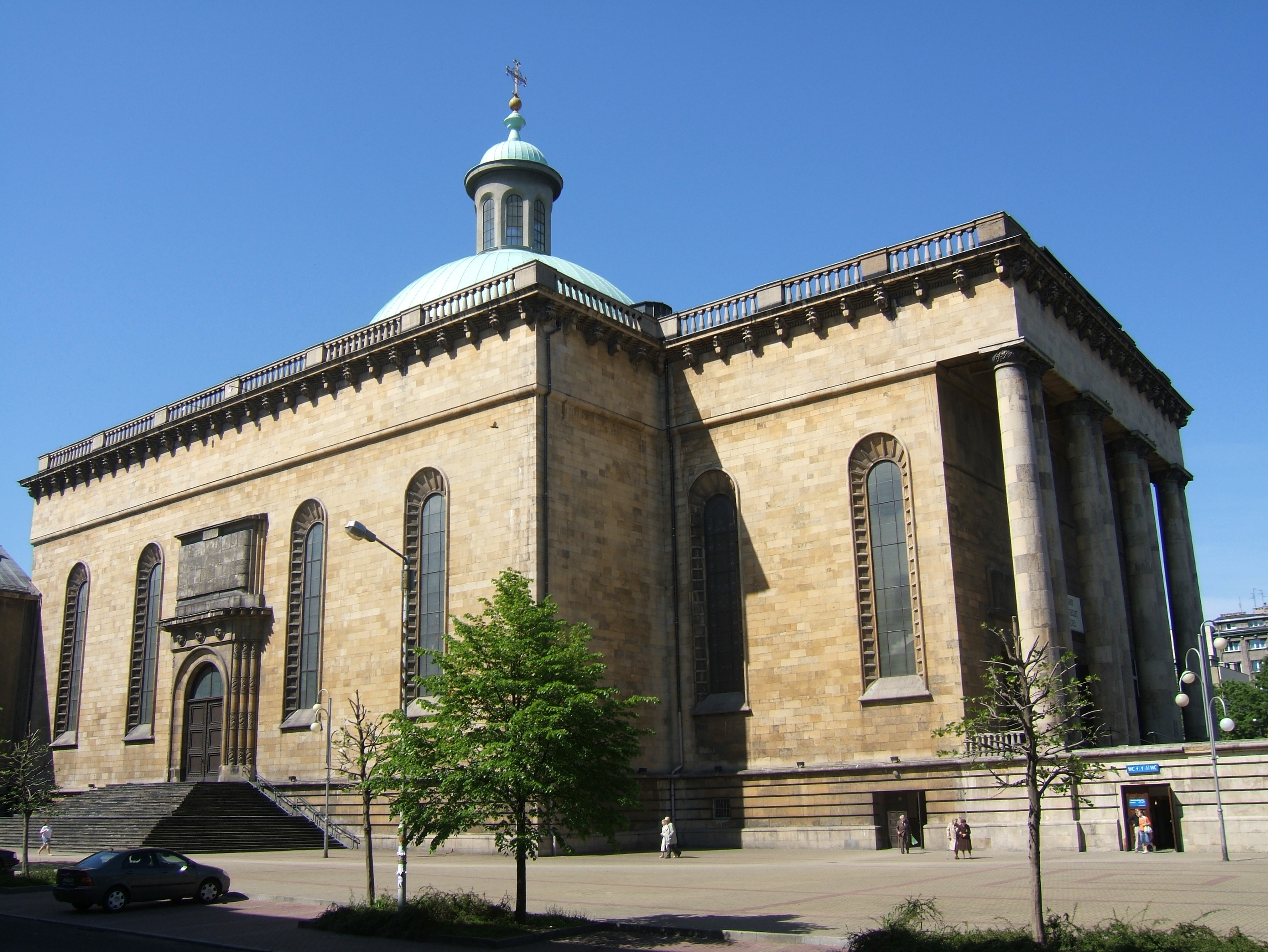
Archikatedra Chrystusa Króla (ul. Plebiscytowa 49)

Ulica Plebiscytowa w Katowicach – jedna z ulic w katowickim Śródmieściu. Swą nazwę wzięła od plebiscytu na Górnym Śląsku w 1921. W latach 1920–1921 działał tu Polski Podkomisariat Plebiscytowy (ul. Plebiscytowa 1), kierował nim dr med. Henryk Jarczyk.

## Przebieg
Jest to ulica jednokierunkowa, położona w układzie południkowym. Rozpoczyna swój bieg od ul. Wojewódzkiej, krzyżuje się z ul. Henryka Dąbrowskiego, ul. Jagiellońską, ul. Juliusza Ligonia, ul. Powstańców. Za archikatedrą Chrystusa Króla krzyżuje się z deptakiem (ul. Henryka Jordana) i ul. księdza Józefa Czempiela. Kończy bieg niedaleko Komendy Wojewódzkiej Policji i Komendy Miejskiej Policji – wspólny budynek (przed autostradą A4).

## Historia
W latach międzywojennych przy ul. Plebiscytowej mieściły się: Fabryka Kas Pancernych F. Kalesse’a (pod numerem 6–8), kabaret Bagatela B. Cuglewskiego i restauracja Alojzego Potempy (pod numerem 6–8), kina „Capitol I” i „Capitol II” (ul. Plebiscytowa 3), restauracja Varsovie Jana Waindoka (pod numerem 2), redakcja gazety Polska Zachodnia (od 13 lutego 1925, pod numerem 1), drukarnia Buchdruckei und Linieranstalt „Akra” GmbH (założona w 1930, pod numerem 15), Klub Esperanto (ul. Plebiscytowa 11), związek handlarzy rynkowych (pod numerem 14), sierociniec im. dra A. Mielęckiego i przedszkole (ul. Plebiscytowa 46), Związek Weteranów byłej Armii Polskiej we Francji (pod numerem 1).
W budynku pod numerem 3 w dwudziestoleciu międzywojennym organizowano walki bokserskie.
Ulica Plebiscytowa została wspomniana w książce Kazimierza Gołby „Wieża spadochronowa”, opowiadającej o bohaterskiej obronie Katowic w czasie kampanii wrześniowej przez harcerzy. Opis ulicy w pierwszych dniach września 1939:

Minął kino „Rialto” i zaczął iść w górę ulicy Plebiscytowej. Zmęczone nogi odczuły wznoszenie się terenu. Kamienice piętrzyły się skośnie jedna za drugą coraz wyżej, jakby zabrakło im miejsca i chciały się zepchnąć na jezdnię lub runąć na głowę przechodnia. Podobne były stłoczonym ciasno kulisom w teatrze. Idącemu samotnie wydawało się, że wszedł w wąską gardziel, którą czarny całun mroków ścisnął od zewnątrz i dławi.

Do 1939 działała wytwórnia soków owocowych Pomonia (ul. Plebiscytowa 4), pod numerem 25 – wytwórnia cukrów Sława, pod numerem 23 – wytwórnia serów Braci Hasler. Od 1945 przy ulicy działa bar Wigwam, w którym bywał Konstanty Ildefons Gałczyński.
Przez część ul. Plebiscytowej prowadzi ścieżka rowerowa (wyznaczona po remoncie w 2009). W dniach 18 i 19 września 2010 przy ulicy odbył się „Weekend maltański” – impreza integracyjna z osobami niepełnosprawnymi, zorganizowana przez Maltański Punkt Pomocy Środowiskowej dla Osób Niepełnosprawnych w Katowicach.
W okresie Rzeszy Niemieckiej (do 1922) i w latach niemieckiej okupacji Polski (1939–1945) ulica nosiła nazwę Heinzelstraße.

## Obiekty i instytucje
Przy ul. Plebiscytowej znajdują się następujące obiekty:
- zabytkowa kamienica mieszkalno-handlowa (ul. Jana Kochanowskiego 2, ul. Plebiscytowa 1); wpisana do rejestru zabytków (nr rej.: A/1546/94 z 28 września 1994[19]); wzniesiona w latach 1896–1906 według projektu Paula Frantziocha w stylu eklektycznym z elementami secesji i neogotyku[20][21];
- dawny Radiowy Dom Muzyki (ul. Plebiscytowa 3), wzniesiony w pierwszym dziesięcioleciu XX wieku w stylu historyzmu, przebudowany w 1958 w stylu modernizmu[22] (dawna siedziba kina „Capitol”, obecnie siedziba klubu muzycznego); w 2011 rozpoczęto remont obiektu[23][24];
- narożna kamienica mieszkalna (ul. Plebiscytowa 8, ul. Henryka Dąbrowskiego 1)[22];
- narożna kamienica mieszkalna (ul. Henryka Dąbrowskiego 2, róg z ul. Plebiscytową)[22];
- narożna kamienica mieszkalna (ul. Plebiscytowa 14, ul. Jagiellońska 12)[22];
- siedziba Wojewódzkiego Funduszu Ochrony Środowiska i Gospodarki Wodnej (ul. Plebiscytowa 19, róg z ul. Jagiellońską); wzniesiona w 1967 według projektu Henryka Buszki i A. Franty; przebudowana w 1998 według projektu J. Pallado i A. Skupina z 1997; budynek posiada powierzchnię całkowitą 1010 m² i kubaturę 4410 m³; architekci za tę realizację otrzymali wyróżnienie w konkursie „Życie w Architekturze” na najlepszą realizację architektoniczną Katowic 1989–1999[25];
- narożna kamienica mieszkalna (ul. Plebiscytowa 16, ul. Jagiellońska 11)[22];
- narożna kamienica mieszkalna (ul. Plebiscytowa 24, ul. J. Ligonia 26)[22];
- kamienica mieszkalna (ul. Plebiscytowa 25)[22]; w 1920 jej właścicielem był katowicki kupiec Samuel Nebel[26];
- gmach Wojewódzkiego Biura Funduszu Pracy (ul. Plebiscytowa 36, 38, ul. Powstańców 17)[22], wzniesiony w 1936 według projektu Zbigniewa Rzepeckiego[27] w stylu funkcjonalizmu;
- archikatedra Chrystusa Króla[28] (ul. Plebiscytowa 49); została wpisana wraz z otoczeniem do rejestru zabytków 15 grudnia 1997 (nr rej.: A/1658/97)[20][21].

Przy ul. Plebiscytowej swoją siedzibę mają: Zespół Domowej Opieki Hospicyjnej, kancelarie prawnicze, towarzystwa finansowe, firmy inżynierskie, Caritas Archidiecezji Katowickiej, Gimnazjum Specjalne nr 32, Dom Dziecka Stanica, Górnicza Agencja Pracy, Parafia katedralna Chrystusa Króla w Katowicach, zabytkowy gmach dawnej siedziby NOSPR i Capitolu oraz cmentarz parafialny kościoła pw. Świętych Apostołów Piotra i Pawła z grobami zasłużonych dla Górnego Śląska osób.